# پیوتر سوبولوسکی
پیوتر سوبولوسکی (روسی: Пётр Станиславович Соболевский؛ ۲۲ مهٔ ۱۹۰۴ – ۲۶ ژوئن ۱۹۷۷) یک هنرپیشه اهل روسیه بود. وی بین سال‌های ۱۹۲۶ تا ۱۹۷۳ میلادی فعالیت می‌کرد.
از فیلم‌ها یا برنامه‌های تلویزیونی که وی در آن نقش داشته است می‌توان به دریاسالار ناخیموف، شنل اشاره کرد.